# Neolitsea acuminatissima
Neolitsea acuminatissima là loài thực vật có hoa trong họ Nguyệt quế. Loài này được (Hayata) Kaneh. & Sasaki miêu tả khoa học đầu tiên năm 1930.